# Lepenac (Mojkovac)
Pour les articles homonymes, voir Lepenac.
Lepenac (en serbe cyrillique : Лепенац) est un village du nord-est du Monténégro, dans la municipalité de Mojkovac.

## Démographie

### Évolution historique de la population
| 1948 | 1953 | 1961 | 1971 | 1981 | 1991 | 2003 |
| ---- | ---- | ---- | ---- | ---- | ---- | ---- |
| 557  | 561  | 637  | 656  | 651  | 513  | 452  |